# 荷蘭鐵路
荷蘭鐵路，簡稱NS，是荷蘭主要的鐵路公司，負責營運該國之鐵路。
荷蘭鐵路是歐盟第7繁忙，世界第16繁忙的鐵路系統。荷鐵已於2006年12月起把鐵路網之路線重組，以提升安全度、準時度及營運效率。

## 簡史

### 背景
1938年，荷蘭兩間鐵路公司（位於阿姆斯特丹的荷蘭鐵軌路公司 (Hollandsche IJzeren Spoorweg-Maatschappij) 及位於烏德勒支的全國鐵路開發公司 (Maatschappij tot Exploitatie van Staatsspoorwegen)）正式合併，並成立荷蘭鐵路。早於1917年，已有人基於經濟效益而要求合併兩間鐵路公司。

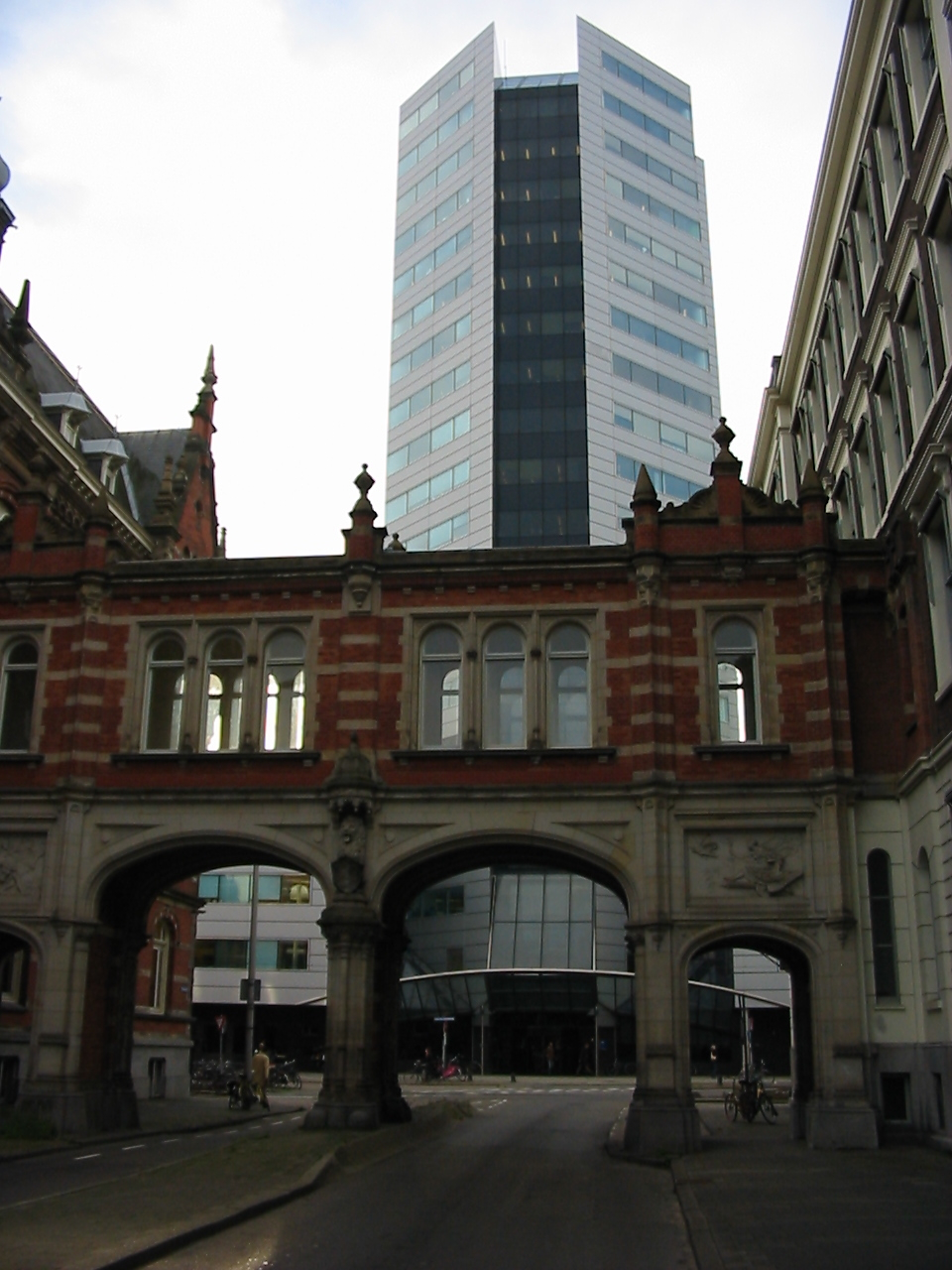
前面的舊及後方的新總部之合照。

第一次世界大戰過後，荷蘭經濟衰退，兩間鐵路公司均出現虧損，但申請破產並非一個選擇。因此，兩間鐵路公司在營運上展開深入性的合作，把兩者的鐵路運作綜合化，但兩間公司的財政仍是獨立的。荷蘭政府為向鐵路公司提供財政上的支援，購入了部分股份；兩間鐵路公司終在1938年合併為今時今日的荷蘭鐵路，並由政府購入剩餘的股份，但並未有把其國有化，因此，荷蘭鐵路其實是一間私營化公司，只不過政府是唯一股東。

### 國有企業
二次大戰期間，荷蘭鐵路仍維持是一間獨立公司，但被迫接受德國人的邀請，興建一條通往韋斯特博克中轉營的鐵路線，以運載為數接近10萬人的猶太人，但荷蘭鐵路在1944年冬季爆發工潮，令該鐵路線在翌年（1945年）年初被迫停工。
荷蘭鐵路在重建國家方面，擔當著重要的角色。由於當時物流運輸的需求極大，加上除鐵路運輸外，只有極少量的替代交通工具，因此荷鐵便能勝任。
1950年代，荷鐵與世界上其他鐵路公司一樣，也是全盛時期，但到了60年代便告衰退。衰退原因是因為除了面對與汽車及其他模式的運輸工具的競爭外，還有一點是天然氣在那時開始取代煤成為發電廠的燃料和家用煤氣來源。有見及此，荷鐵便參與運送煤的工作，由Limburg的煤礦把煤運送至鄰近國家。
此外，荷蘭鐵路訂立了一個名為Spoorslag '70的營運策略，大概內容是，荷蘭鐵路增加每小時列車的班次，同時引入城際列車服務。此政策推出後，荷蘭鐵路就無法轉回有盈利，但由於荷蘭鐵路在國家的地位很重要，因此每年也獲政府發放不少津貼。

### 1990年代重組
1990年代早期，荷兰政府开始对补贴荷兰铁路的政策产生质疑。这种质疑一方面是考虑到荷铁花费这笔补贴的方式，另一方面则是由于自1980年代以来的新自由主义改革后，政府对企业经常性的补贴被认为不应当再继续下去。于是荷兰政府决定将其公司化，以便铁路运输在经济上可以适当调节，同时也可以引入适度的竞争。
除此之外，还有两条外部原因使得改革得以进行。首先，欧盟通过了91/440号条例。该条例中规定了国有铁路公司必须分割为两个公司。其一负责基础设施建设，另外一个负责具体的运输事务。其次，由于荷铁老的CEO，Leo Ploeger的退休，使得政府可以任命一位新的CEO，Rob den Besten来具体负责执行政府的计划。
新的政府计划使得政府将会继续负责铁路系统的基础设施建设。同时，荷兰铁路公司将以商业运营的方式提供运输服务。政府会为不能盈利的线路提供一定补贴。这家分离出来的负责基础设施的公司随后成为了NS Railinfratrust
为了达成政府商业化运营的计划，den Besten原本计划将荷兰铁路公司分割成更小的若干个独立的分部，以便它们能够更加迅捷的对市场做出反应。然而，该计划却遭到了来自欧盟的极大反对。最终，唯一分离出来的是NS Reizigers.公司内部也作出了一些调整。路线经理们取得了运营的实际控制权，但是他们实际上受控于公司的另外一个机构。
这些改革并未取得很大的成功，而将公司带入了一个无法控制的状态。结果，公司的业绩开始急速下滑，雇员们开展了多次非组织的罢工活动。于是，整个董事会于2001年晚些时候辞职。
2002年，Karel Noordzij接任荷铁公司的新的CEO。他的目标是重新整顿公司。实际上他只是将公司90年代晚期的那些改革回退到了它的原始状态。与此同时，荷兰政府改变了其对铁路系统的认识，不再认为竞争是（旅客）运输的一个切实目标。因此，政府开始委托铁路运营者自己来规划线路。荷铁公司获得了政府的授权来运营主要线路，同时其他的公司可以获得二级线路的运营权。政府计划将来能够给每条线路授予独立的运营权，但是至少在2015年前荷铁公司将保持所有主要线路的运营权。

## 網絡
荷蘭鐵路連結全國大部分城市，而各城平均每小時兩班車或以上。另外，每小時至少四班車來往五大城市（阿姆斯特丹、鹿特丹、海牙、烏得勒支及埃因霍溫）。另外，亦包括其他城市如阿默斯福特、阿納姆、斯海爾托亨博斯、多德雷赫特及萊頓。
一般列車於早上6時至午夜行駛。另外，亦有通宵列車來往南荷蘭省，週末更有列車來往北布拉邦省。

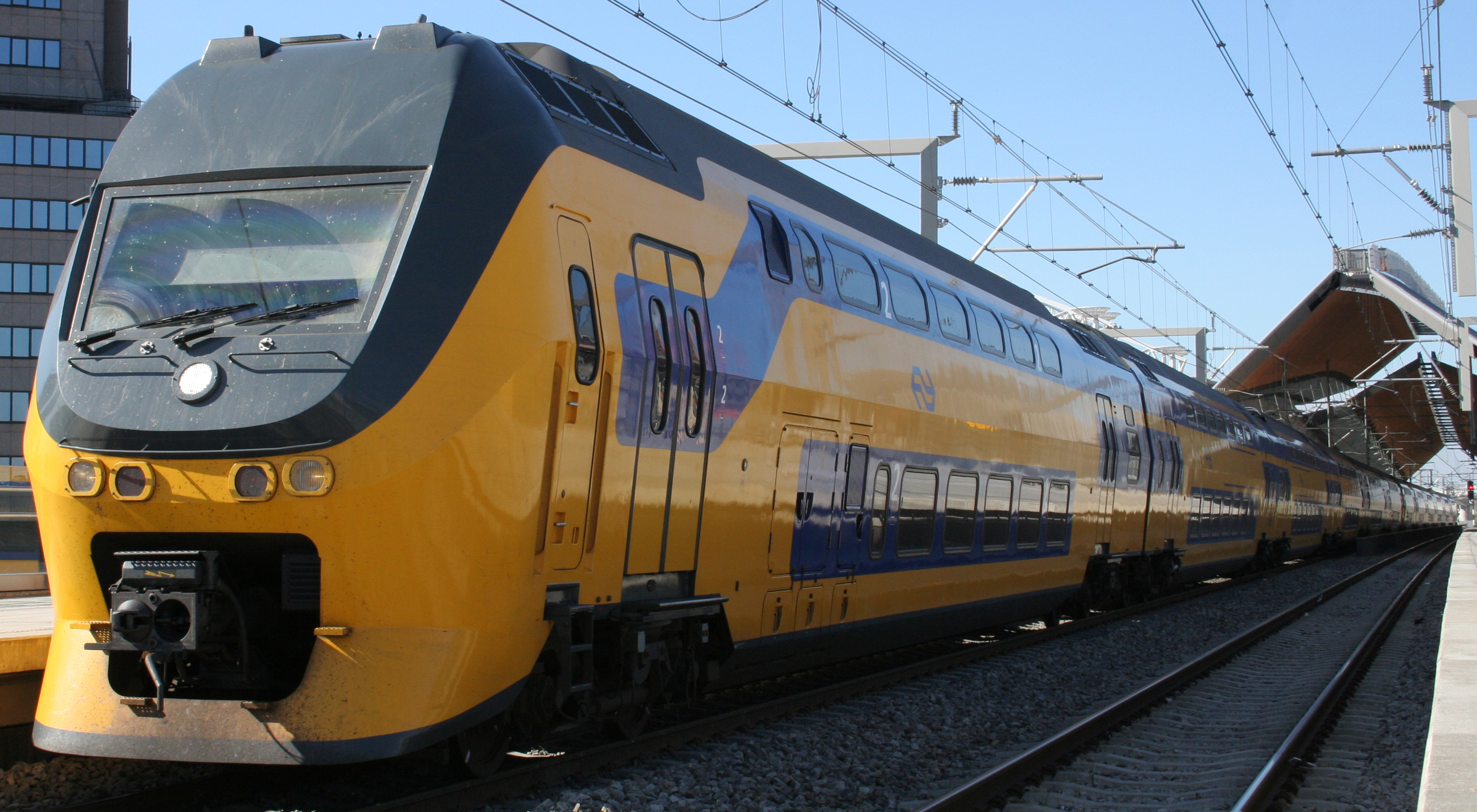
双层列车（攝於阿姆斯特丹）。

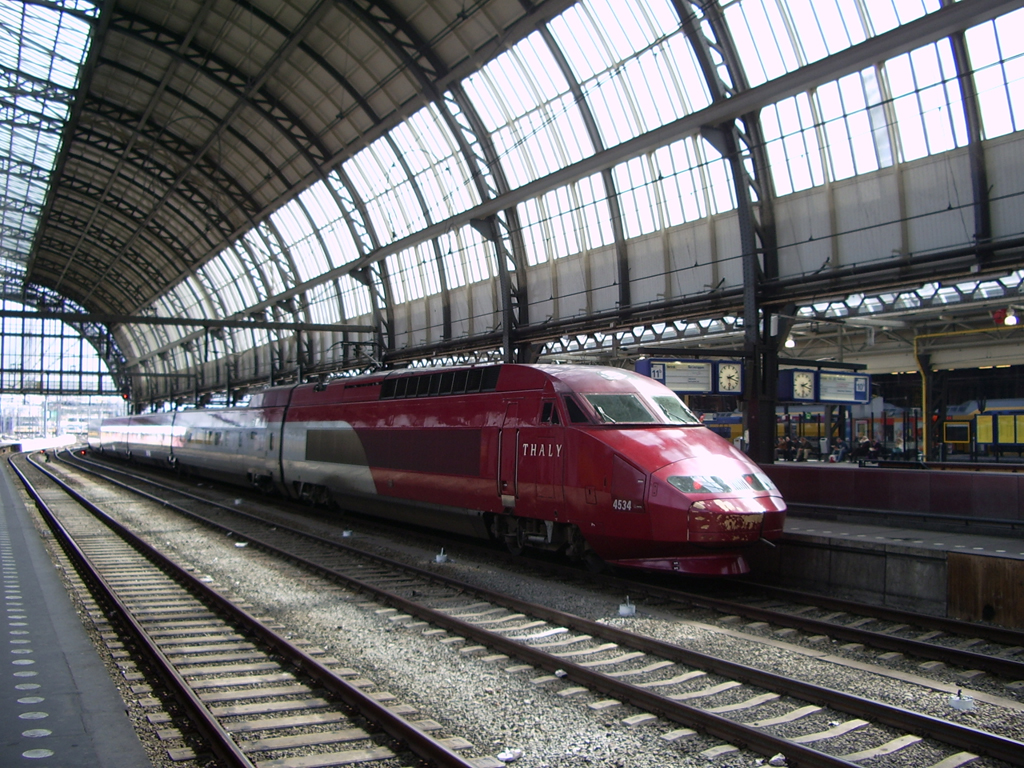
Thalys列車，攝於阿姆斯特丹中央車站。

## 服務類別
客運大致分為「普通」及「城際」列車：
- 「普通列车」停沿途各站，覆概全國。在兰斯台德的路线上运营的普通列车有着另外一个名字Sprinter。这是因为它们使用Sprinter轨道车（2900 class）。当然，有时老型号的轨道车（Plan V/T:400, 500, 800及900 class）也被用于运输服务。
- Intercity「城際列車」只停大站。此服務於1970年代開辦。使用'DD-IRM'及'ICM/Koploper'列車行走。
- ICE「城际特快列车」每小时一对来往于阿姆斯特丹和法兰克福的火车，列车车身贴有荷铁路logo。
- Intercity Direct「城际直达列车（荷兰语：Intercity Direct）」大多数是来往阿姆斯特丹和鹿特丹的火车，还有通过鹿特丹到布雷达的火车

2006年12月10日前，还有一种介于以上两者之间的列车种类Sneltrein。其实际上是一种Intercity级别的火车。（目前全部列车在HSL-Zuid建成后升级为Intercity型列车。）在那天荷兰铁路公司推出了新的时刻表，更频繁的Intercity列车服务于扩张后的Intercity铁路网上，而小规模的支线服务则由Stoptrein来完成。这项举措是荷铁公司现代化以及扩张计划中的一部分。

## 票務
荷铁公司同四个其他小型的旅客列车运营公司（Syntus和Connexxion在荷兰东部，威立雅環境于东南部，爱瑞发于北部Merwede-Lingelijn支线上）共享一个票务系统。
荷铁公司鼓励乘客于售票机上购买国内旅行车票。当然，在大一些的车站柜台仍然可以购买到车票，但是需要加收一定的费用。自2004年6月起，在柜台购买的车票每张会加收0.5欧元。在火车上买票每张会加收35欧元。荷鐵的售票機通常只接受硬幣或是有PIN碼的銀行卡付款，不接受紙鈔。只有少數機台（例如在阿姆斯特丹史基浦機場的售票機）能接受國際信用卡，但會加收手續費1歐元。荷鐵近年來也開放電子票（e-ticket），可在荷鐵官網 （页面存档备份，存于）購買，大部分電子票購買後憑手機上的 QR code 即可驗票或出入閘門。

## 屬下部門
- NS Reizigers (NSR) - NS Travellers，负责旅客铁路运输服务以及雇佣火车司机和列车员。
- NS Stations - 负责运营维护全荷兰390个火车站，以及其他非NS Reizigers铁路公司服务的车站。目前同NS Vastgoed一道属于NS Poort。
- NedTrain - 火車維修。
- NS Vastgoed - 拥有48平方公里的土地，其中大多靠近火车站。负责发展和运营这些区域作为公共交通节点，调度站和大厅。现在与NS Stations一起属于NS Poort的一部分。
- NS Commercie - 商品和客户管理（商业和产品开发，营销和客户服务）。
- NS Hispeed - 负责同NS Reizigers和外国合作者一起运营国际列车，如Thalys（从阿姆斯特丹至巴黎）及ICE（至德国鲁尔区）还有Swiss CityNightLine至慕尼黑和苏黎士。（从荷兰开往柏林或巴黎的列车已经不再运营了。）
- Nedkoleje - 同波兰铁路公司（PKP）合资于波兰西滨海省运营。
- NedRailways - 同英国Serco公司合资运营利物浦的城市鐵路默西塞德鐵路服务，以及穿越英格兰北部的北方鐵路线路。

在大众传播中并没有以上的区别，荷兰铁路公司(Nederlandse Spoorwegen)以及简称NS是最常使用的。
荷铁公司同Connexxion和BBA订立有合同，以便在铁路服务中断时能够提供公共汽车服务。

## 政策
如果旅客列车晚点半小時以上，乘客可以要求退回部分或者全部车票价格。短途路線以及事先宣布的时刻计划调整也在退票范围内。退票的政策大致上是这样的：如果晚点半小时，乘客可以要求退回单程旅途票价的一半；如果晚点一小时或以上，可以按全票退回。此项政策并不是对旅客损失的时间的经济上的补偿，而应该算是对所荷铁公司劣质服务的减少收费。但是这项政策对荷铁公司来说并不是一项开销巨大的政策，因为乘客申请退票的过程十分的繁琐，所以许多乘客都不会去申诉。这项政策所产生的开销有一部分是由ProRail支付的，因为他们应当对晚点负责。
自2004年1月1日起，車廂、車站大堂及月台均禁止售賣煙草產品。吸食大麻已经是被明令禁止的。但是有时还是会有此种情况发生，但吸食者却并不会因此受到重罚，就是说他们受到的罚款和吸食烟草者受到的罚款是一样的。这是和一些其他国家非常不同的，因为吸食大麻者通常会受到重罚。吸烟者可以在分布于车站内的吸烟区（荷蘭語：Rookzones）内吸烟。
自2003年6月起，国内列车上已经不再贩卖咖啡、软饮料、啤酒、三明治、糖果等食物。车站内便利商店的增多以及荷兰国内列车旅途的缩短使得在车厢内贩售服务的需求降低。在2005年，小规模的车厢内部的饮料和点心贩售服务再次在一些长途列车上展开。

## 向前線職員提供的技術支援
每位調導員均配備一部附有運行時間表及車費資料的小型電腦（惠普iPaq h4350手提電腦，可透過藍芽與Sony Ericsson T610型手提電話聯繫）。

## 客量
- 2005年共接載14.73百萬人。[來源請求]

## 連結
- （荷兰文）荷蘭鐵路 （页面存档备份，存于）